# UCI Europe Tour 2016
Die UCI Europe Tour 2016 ist die zwölfte Austragung des zur Saison 2005 vom Weltradsportverband UCI eingeführten europäischen Straßenradsport-Kalenders für Männer unterhalb der UCI WorldTour, der zu den UCI Continental Circuits gehört. Die Saison begann am 28. Januar 2016 und endete am 13. Oktober 2016.
Die Eintagesrennen und Etappenrennen der UCI Europe Tour sind in drei UCI-Kategorien (HC, 1 und 2) eingeteilt. Bei jedem Rennen werden Punkte für eine Gesamtwertung der Fahrer, Mannschaften und Nationen vergeben. An der Mannschaftswertung nehmen die Professional Continental Teams und die Continental Teams teil, nicht jedoch die startenden UCI WorldTeams. An der Nationenwertung nehmen nur die Nationen des Kontinents teil, gezählt werden aber die Ergebnisse aller Circuits.

Zu den Regeln der einzelnen Ranglisten: 

## Januar
| Datum | Rennen                                 | Kat. | Sieger             | Team             |
| ----- | -------------------------------------- | ---- | ------------------ | ---------------- |
| 28.   | Trofeo Campos-Santanyi-Ses Salines     | 1.1  | André Greipel      | Lotto Soudal     |
| 29.   | Trofeo Pollença-Port de Andratx        | 1.1  | Gianluca Brambilla | Etixx-Quick Step |
| 30.   | Trofeo Serra de Tramuntana             | 1.1  | Fabian Cancellara  | Trek-Segafredo   |
| 31.   | Trofeo Playa de Palma                  | 1.1  | André Greipel      | Lotto Soudal     |
| 31.   | Grand Prix d’Ouverture La Marseillaise | 1.1  | Dries Devenyns     | IAM Cycling      |

## Februar
| Datum   | Rennen                                   | Kat. | Sieger             | Team                |
| ------- | ---------------------------------------- | ---- | ------------------ | ------------------- |
| 3.–7.   | Étoile de Bessèges                       | 2.1  | Jérôme Coppel      | IAM Cycling         |
| 3.–7.   | Volta a la Comunitat Valenciana          | 2.1  | Wout Poels         | Team Sky            |
| 7.      | Gran Premio Costa degli Etruschi         | 1.1  | Grega Bole         | Nippo-Vini Fantini  |
| 11.–14. | Tour Méditerranéen                       | 2.1  | Andrij Hrywko      | Astana Pro Team     |
| 13.     | Vuelta a Murcia                          | 1.1  | Philippe Gilbert   | BMC Racing Team     |
| 14.     | Clásica de Almería                       | 1.1  | Leigh Howard       | IAM Cycling         |
| 14.     | GP Laguna                                | 1.2  | Filippo Ganna      | Team Colpack        |
| 14.     | Trofeo Laigueglia                        | 1.HC | Andrea Fedi        | Southeast-Venezuela |
| 17.–21. | Vuelta a Andalucia Ruta Ciclista del Sol | 2.1  | Alejandro Valverde | Movistar Team       |
| 17.–21. | Volta ao Algarve                         | 2.1  | Geraint Thomas     | Team Sky            |
| 20.–21. | Tour du Haut-Var                         | 2.1  | Arthur Vichot      | FDJ                 |
| 23.–25. | Tour Cycliste International La Provence  | 2.1  | Thomas Voeckler    | Direct Énergie      |
| 27.     | Omloop Het Nieuwsblad                    | 1.HC | Greg Van Avermaet  | BMC Racing Team     |
| 27.     | Classic Sud Ardèche                      | 1.1  | Petr Vakoč         | Etixx-Quick Step    |
| 28.     | La Drôme Classic                         | 1.1  | Petr Vakoč         | Etixx-Quick Step    |
| 28.     | Grand Prix Izola                         | 1.2  | Jure Golčer        | Adria Mobil         |
| 28.     | Kuurne–Brüssel–Kuurne                    | 1.HC | Jasper Stuyven     | Trek-Segafredo      |
| 28.     | Gran Premio di Lugano                    | 1.HC | Sonny Colbrelli    | Bardiani CSF        |

## März
| Datum   | Rennen                            | Kat.   | Sieger              | Team                             |
| ------- | --------------------------------- | ------ | ------------------- | -------------------------------- |
| 2.      | Le Samyn                          | 1.1    | Niki Terpstra       | Etixx-Quick Step                 |
| 2.      | Trofej Umag                       | 1.2    | Jonas Bokeloh       | Klein Constantia                 |
| 4.–6.   | Driedaagse van West-Vlaanderen    | 2.1    | Sean De Bie         | Lotto Soudal                     |
| 5.      | Ster van Zwolle                   | 1.2    | Jeff Vermeulen      | Cyclingteam Jo Piels             |
| 5.      | Poreč Trophy                      | 1.2    | Matej Mugerli       | Synergy Baku Cycling Project     |
| 5.      | Strade Bianche                    | 1.HC   | Fabian Cancellara   | Trek-Segafredo                   |
| 6.      | Grand Prix de la Ville de Lillers | 1.2    | Stijn Steels        | Topsport Vlaanderen-Baloise      |
| 6.      | GP Industria & Artigianato        | 1.1    | Simon Clarke        | Cannondale Pro Cycling Team      |
| 10.–13. | Istrian Spring Trophy             | 2.2    | Olivier Pardini     | Wallonie-Bruxelles               |
| 12.     | Ronde van Drenthe                 | 1.1    | Jesper Asselman     | Roompot Oranje Peloton           |
| 12.–13. | Grande Prémio Liberty Seguros     | 2.2    | August Jensen       | Team Coop-Øster Hus              |
| 13.     | Dorpenomloop Rucphen              | 1.2    | Aidis Kruopis       | Vérandas Willems                 |
| 14.     | Paris–Troyes                      | 1.2    | Rudy Barbier        | Roubaix Lille Métropole          |
| 16.     | Nokere Koerse                     | 1.HC   | Timothy Dupont      | Vérandas Willems                 |
| 16.–20. | Volta ao Alentejo                 | 2.2    | Enric Mas           | AWT greenway                     |
| 17.     | Gran Premio Nobili Rubinetterie   | 1.HC   | nicht stattgefunden | nicht stattgefunden              |
| 18.     | Handzame Classic                  | 1.1    | Erik Baška          | Tinkoff                          |
| 19.     | Classic Loire Atlantique          | 1.1    | Anthony Turgis      | Cofidis, Solutions Crédits       |
| 20.     | Cholet-Pays de Loire              | 1.1    | Rudy Barbier        | Roubaix Lille Métropole          |
| 21.–27. | Tour de Normandie                 | 2.2    | Baptiste Planckaert | Wallonie Bruxelles-Group Protect |
| 23.     | Dwars door Vlaanderen             | 1.HC   | Jens Debusschere    | Lotto Soudal                     |
| 24.–27. | Settimana Internazionale          | 2.1    | Sergei Firsanow     | Gazprom-RusVelo                  |
| 26.–27. | Critérium International           | 2.HC   | Thibaut Pinot       | FDJ                              |
| 27.     | Kattekoers-Ieper (U23)            | 1.Ncup | Mads Pedersen       | Dänemark                         |
| 28.     | Giro del Belvedere                | 1.2U   | Patrick Müller      | BMC Development Team             |
| 29.     | Gran Premio Palio del Recioto     | 1.2U   | Ruben Guerreiro     | Axeon Hagens Berman              |
| 29.–31. | Driedaagse van De Panne-Koksijde  | 2.HC   | Lieuwe Westra       | Astana Pro Team                  |

## April
| Datum   | Rennen                                        | Kat.   | Sieger              | Team                              |
| ------- | --------------------------------------------- | ------ | ------------------- | --------------------------------- |
| 1.      | Route Adélie de Vitré                         | 1.1    | Bryan Coquard       | Direct Énergie                    |
| 1.–3.   | Le Triptyque des Monts et Châteaux            | 2.2    | Mads Würtz Schmidt  | Team Trefor                       |
| 2.      | Gran Premio Miguel Induráin                   | 1.1    | Ion Izagirre        | Movistar Team                     |
| 2.      | Volta Limburg Classic                         | 1.1    | Floris Gerts        | BMC Racing Team                   |
| 3.      | Vuelta a La Rioja                             | 1.1    | Michael Matthews    | Orica GreenEdge                   |
| 3.      | Grand Prix Adria Mobil                        | 1.2    | Filippo Fortin      | GM Europe Ovini                   |
| 3.      | Trofeo Piva                                   | 1.2U   | Tao Geoghegan Hart  | Axeon Hagens Berman               |
| 3.      | Paris–Camembert                               | 1.1    | Cyril Gautier       | AG2R La Mondiale                  |
| 5.–8.   | Circuit Cycliste Sarthe                       | 2.1    | Marc Fournier       | FDJ                               |
| 6.      | Scheldeprijs                                  | 1.HC   | Marcel Kittel       | Etixx-Quick Step                  |
| 8.–10.  | Circuit des Ardennes                          | 2.2    | Olivier Pardini     | Wallonie Bruxelles-Group Protect  |
| 9.      | Ronde van Vlaanderen (U23)                    | 1.Ncup | David Per           | Slowenien                         |
| 10.     | Klasika Primavera                             | 1.1    | Giovanni Visconti   | Movistar Team                     |
| 13.     | La Côte Picarde                               | 1.Ncup | nicht stattgefunden | nicht stattgefunden               |
| 13.     | De Brabantse Pijl                             | 1.HC   | Petr Vakoč          | Etixx-Quick Step                  |
| 13.–17. | Tour du Loir-et-Cher                          | 2.2    | Patrick Schelling   | Team Vorarlberg                   |
| 14.–17. | Tour of Mersin                                | 2.2    | Nazim Bakirci       | Torku Şekerspor                   |
| 14.     | Grand Prix de Denain                          | 1.HC   | Daniel McLay        | Fortuneo-Vital Concept            |
| 15.–17. | Vuelta a Castilla y León                      | 2.1    | Alejandro Valverde  | Movistar Team                     |
| 15.–16. | ZLM Tour                                      | 2.Ncup | Amund Grøndahl      | Norwegen                          |
| 16.     | Lüttich–Bastogne–Lüttich Espoirs              | 1.2U   | Logan Owen          | Axeon Hagens Berman               |
| 16.     | Tour du Finistère                             | 1.1    | Baptiste Planckaert | Wallonie Bruxelles-Group Protect  |
| 16.     | Trofeo Edil C                                 | 1.2    | Vincenzo Albanese   |                                   |
| 17.     | Giro dell’Appennino                           | 1.1    | Sergei Firsanow     | Gazprom-RusVelo                   |
| 17.     | Tro-Bro Léon                                  | 1.1    | Martin Mortensen    | ONE Pro Cycling                   |
| 17.     | Profronde van Noord-Holland                   | 1.2    | Mathias Westergaard | Team Almeborg-Bornholm            |
| 19.–22. | Giro del Trentino                             | 2.HC   | Mikel Landa         | Team Sky                          |
| 19.–24. | Tour of Croatia                               | 2.1    | Matija Kvasina      | Synergy Baku Cycling Project      |
| 23.     | Banja Luka-Belgrad I                          | 1.2    | Witalij Buz         | Kolss-BDC Team                    |
| 23.     | Arno Wallaard Memorial                        | 1.2    | Maarten van Trijp   | Metec-TKH Continental Cyclingteam |
| 23.     | Visegrad 4 Kerékpárverseny                    | 1.2    | Marek Canecky       | Amplatz-BMC                       |
| 24.–1.  | Presidential Cycling Tour of Turkey           | 2.HC   | José Gonçalves      | Caja Rural-Seguros RGA            |
| 24.     | Banja Luka-Belgrad II                         | 1.2    | Filippo Fortin      | GM Europe Ovini                   |
| 24.     | La Roue Tourangelle                           | 1.1    | Samuel Dumoulin     | AG2R La Mondiale                  |
| 24.     | Paris-Mantes-en-Yvelines                      | 1.2    | Paul Ourselin       |                                   |
| 24.     | Rutland-Melton International CiCLE Classic    | 1.2    | Conor Dunne         | JLT Condor                        |
| 24.     | Visegrád 4 Bicycle Race – Grand Prix Slovakia | 1.2    | Andrij Kulyk        | Kolss-BDC Team                    |
| 25.–1.  | Tour de Bretagne                              | 2.2    | Adrien Costa        | USA                               |
| 25.     | Gran Premio della Liberazione                 | 1.2U   | Vincenzo Albanese   |                                   |
| 29.–3.  | Carpathian Couriers Race                      | 2.2U   | Hamish Schreurs     | Klein Constantia                  |
| 29.–1.  | Tour de Yorkshire                             | 2.1    | Thomas Voeckler     | Direct Énergie                    |
| 29.     | Himmerland Rundt                              | 1.2    | Jonas Gregaard      | Riwal Platform Cycling Team       |
| 30.     | Grand Prix Viborg                             | 1.2    | Johim Ariesen       | Metec-TKH Continental Cyclingteam |
| 30.     | Zuid Oost Drenthe Classic                     | 1.2    | Elmar Reinders      | Cyclingteam Jo Piels              |
| 30.–2.  | Vuelta a Asturias                             | 2.1    | Hugh Carthy         | Caja Rural-Seguros RGA            |

## Mai
| Datum   | Rennen                                              | Kat. | Sieger              | Team                              |
| ------- | --------------------------------------------------- | ---- | ------------------- | --------------------------------- |
| 1.      | Memoriał Andrzeja Trochanowskiego                   | 1.2  | Alois Kaňkovský     | Whirlpool-Author                  |
| 1.      | Rund um den Finanzplatz Eschborn-FF (U23)           | 1.2U | Konrad Geßner       |                                   |
| 1.      | Circuito del Porto                                  | 1.2  | Marco Maronese      |                                   |
| 1.      | Rund um den Finanzplatz Eschborn-Frankfurt          | 1.HC | Alexander Kristoff  | Team Katusha                      |
| 1.      | Skive–Løbet                                         | 1.2  | Johim Ariesen       | Metec-TKH Continental Cyclingteam |
| 2.      | Memorial Romana Sieminskiego                        | 1.2  | Mykhaylo Kononenko  | Kolss-BDC Team                    |
| 3.–7.   | Giro del Friuli Venezia Giulia                      | 2.2  | nicht stattgefunden | nicht stattgefunden               |
| 4.–8.   | Flèche du Sud                                       | 2.2  | Sergio Sousa        | Team Vorarlberg                   |
| 4.–8.   | Tour d’Azerbaïdjan                                  | 2.1  | Markus Eibegger     | Team Felbermayr Simplon Wels      |
| 4.–8.   | Quatre Jours de Dunkerque                           | 2.HC | Bryan Coquard       | Direct Énergie                    |
| 5.      | Dwars door de Vlaamse Ardennen                      | 1.2  | Timothy Dupont      | Vérandas Willems Cycling Team     |
| 6.–8.   | CCC Tour-Grody Piastowskie                          | 2.2  | Oleksandr Poliwoda  | Kolss-BDC Team                    |
| 7.      | Sundvolden Grand Prix                               | 1.2  | Andreas Vangstad    | Team Sparebanken Sør              |
| 7.–8.   | Vuelta a la Comunidad de Madrid                     | 2.1  | Juan José Lobato    | Movistar Team                     |
| 8.      | Flèche Ardennaise                                   | 1.2  | Jeroen Meijers      | Rabobank Development Team         |
| 8.      | Ringerike Grand Prix                                | 1.2  | Trond Trondsen      | Team Sparebanken Sør              |
| 8.      | Trofeo Città di San Vendemiano                      | 1.2U | Simone Consonni     |                                   |
| 12.–15. | Rhône-Alpes Isère Tour                              | 2.2  | Lennard Hofstede    | Rabobank Development Team         |
| 13.–15. | Tour de Picardie                                    | 2.1  | Nacer Bouhanni      | Cofidis, Solutions Crédits        |
| 13.–15. | Volta Internacional Cova da Beira                   | 2.1  | Joni Brandao        | Efapel                            |
| 13.–16. | Tour de Berlin                                      | 2.2U | Rémi Cavagna        | Klein Constantia                  |
| 14.     | Ronde van Overijssel                                | 1.2  | Aidis Kruopis       | Vérandas Willems Cycling Team     |
| 14.     | Scandinavian Race in Uppsala                        | 1.2  | Syver Wærsted       | Team Ringeriks-Kraft              |
| 14.     | Visegrád 4 Bicycle Race – Grand Prix Polski         | 1.2  | Łukasz Owsian       | CCC Sprandi Polkowice             |
| 15.     | Visegrád 4 Bicycle Race – Grand Prix Czech Republic | 1.2  | Marek Rutkiewicz    | Wibatech Fuji                     |
| 15.     | Gran Premio Industrie del Marmo                     | 1.2  | Damiano Cima        |                                   |
| 15.     | Grand Prix Criquielion                              | 1.2  | Timothy Dupont      | Vérandas Willems Cycling Team     |
| 18.–22. | Bałtyk-Karkonosze Tour                              | 2.2  | Mateusz Taciak      | CCC Sprandi Polkowice             |
| 18.–22. | Tour of Norway                                      | 2.HC | Pieter Weening      | Roompot Oranje Peloton            |
| 19.–22. | Ronde de l’Isard                                    | 2.2U | Bjorg Lambrecht     | Lotto Soudal U23                  |
| 19.–22. | Tour of Bihor - Bellotto                            | 2.2  | Egan Bernal         | Androni Giocattoli-Sidermec       |
| 20.–22. | Paris-Arras Tour                                    | 2.2  | Aidis Kruopis       | Vérandas Willems Cycling Team     |
| 21.–22. | World Ports Classic                                 | 2.1  | nicht stattgefunden | nicht stattgefunden               |
| 21.     | Berner Rundfahrt                                    | 1.2  | Enrico Salvador     | Unieuro Wilier                    |
| 22.     | Velothon Wales                                      | 1.1  | Thomas Stewart      | Madison Genesis                   |
| 22.     | Grand Prix de la Somme                              | 1.1  | Daniel McLay        | Fortuneo-Vital Concept            |
| 22.     | Omloop der Kempen                                   | 1.2  | Oscar Riesebeek     | Metec-TKH Continental Cyclingteam |
| 22.–29. | An Post Rás                                         | 2.2  | Clemens Fankhauser  | Tirol Cycling Team                |
| 25.–29. | Belgium Tour                                        | 2.HC | Dries Devenyns      | IAM Cycling                       |
| 27.     | Horizon Park Race for Peace                         | 1.2  | Vitaliy Buts        | Kolss-BDC Team                    |
| 27.–28. | Tour of Estonia                                     | 2.1  | Grzegorz Stępniak   | CCC Sprandi Polkowice             |
| 27.–29. | Tour de Gironde                                     | 2.2  | Amund Grøndahl      | Team Joker-Byggtorget             |
| 28.     | Horizon Park Race Maidan                            | 1.2  | nicht stattgefunden | nicht stattgefunden               |
| 28.     | Grand Prix de Plumelec-Morbihan                     | 1.1  | Samuel Dumoulin     | AG2R La Mondiale                  |
| 29.     | Boucles de l’Aulne                                  | 1.1  | Samuel Dumoulin     | AG2R La Mondiale                  |
| 29.     | Horizon Park Classic                                | 1.2  | Mykhaylo Kononenko  | Kolss-BDC Team                    |
| 29.     | Paris–Roubaix (U23)                                 | 1.2U | Filippo Ganna       |                                   |
| 31.-2   | Tour of Ukraine                                     | 2.2  | Serhij Lahkuti      | Kolss-BDC Team                    |

## Juni
| Datum   | Rennen                                       | Kat.   | Sieger                                                 | Team                                                   |
| ------- | -------------------------------------------- | ------ | ------------------------------------------------------ | ------------------------------------------------------ |
| 1.–5.   | Luxemburg-Rundfahrt                          | 2.HC   | Maurits Lammertink                                     | Roompot Oranje Peloton                                 |
| 2.–5.   | Boucles de la Mayenne                        | 2.1    | Bryan Coquard                                          | Direct Énergie                                         |
| 2.–5.   | Volta a Lleida                               | 2.2    | nicht stattgefunden                                    | nicht stattgefunden                                    |
| 3.–5.   | Course de la Paix (U23)                      | 2.Ncup | David Gaudu                                            | Frankreich                                             |
| 4.      | Grand Prix of Vinnytsia                      | 1.2    | Sjarhej Papok                                          | Minsk Cycling Club                                     |
| 4.      | Hets Hatsafon                                | 1.2    | Guy Gabay                                              | Cycling Academy Team                                   |
| 4.      | Heistse Pijl                                 | 1.1    | Dylan Groenewegen                                      | Team Lotto NL-Jumbo                                    |
| 5.      | Grand Prix of ISD                            | 1.2    | Nurbolat Kulimbetow                                    | Astana City                                            |
| 5.      | Memorial Philippe Van Coningsloo             | 1.2    | Timothy Dupont                                         | Vérandas Willems                                       |
| 5.      | Coppa della Pace                             | 1.2    | abgebrochen nach schwerem Sturz von Keagan Girdlestone | abgebrochen nach schwerem Sturz von Keagan Girdlestone |
| 8.–12.  | Slowakei-Rundfahrt                           | 2.2    | Mauro Finetto                                          | Unieuro Wilier                                         |
| 9.–12.  | Ronde de l’Oise                              | 2.2    | Antonio Parrinello                                     | D’Amico Bottecchia                                     |
| 9.      | GP Kanton Aargau                             | 1.HC   | Giacomo Nizzolo                                        | Trek-Segafredo                                         |
| 10.–12. | Tour of Małopolska                           | 2.2    | Mateusz Taciak                                         | CCC Sprandi Polkowice                                  |
| 10.–19. | Giro Ciclistico d’Italia                     | 2.2    | nicht stattgefunden                                    | nicht stattgefunden                                    |
| 11.     | Fyen Rundt                                   | 1.2    | Mads Pedersen                                          | Stölting Service Group                                 |
| 12.     | Ronde van Limburg                            | 1.1    | Kenny Dehaes                                           | Wanty-Groupe Gobert                                    |
| 12.     | Rund um Köln                                 | 1.1    | Dylan Groenewegen                                      | Team Lotto NL-Jumbo                                    |
| 12.     | GP Sarajevo                                  | 1.2    | nicht stattgefunden                                    | nicht stattgefunden                                    |
| 12.     | GP Horsens                                   | 1.2    | Alexander Kamp                                         | Stölting Service Group                                 |
| 15.–19. | Ster ZLM Toer                                | 2.1    | Sep Vanmarcke                                          | Team Lotto NL-Jumbo                                    |
| 15.–19. | Serbien-Rundfahrt                            | 2.2    | Matej Mugerli                                          | Synergy Baku Cycling Project                           |
| 16.–19. | Tour des Pays de Savoie                      | 2.2    | Enric Mas                                              | Klein Constantia                                       |
| 16.–19. | Oberösterreich-Rundfahrt                     | 2.2    | Stephan Rabitsch                                       | Team Felbermayr Simplon Wels                           |
| 16.–19. | Route du Sud                                 | 2.1    | Nairo Quintana                                         | Movistar Team                                          |
| 16.–19. | Slowenien-Rundfahrt                          | 2.1    | Rein Taaramäe                                          | Team Katusha                                           |
| 18.     | Memorial Grundmanna Wizowskiego              | 1.2    | Vojtech Hacecky                                        | Whirlpool-Author                                       |
| 19.     | Velothon Majors Copenhagen                   | 1.1    | nicht stattgefunden                                    | nicht stattgefunden                                    |
| 19.     | Circuit de Wallonie                          | 1.2    | Kévin Lalouette                                        |                                                        |
| 19.     | Beaumont Trophy                              | 1.2    | Dion Smith                                             | ONE Pro Cycling                                        |
| 19.     | Korona Kocich Gór                            | 1.2    | Mateusz Komar                                          | Dare 2B                                                |
| 22.     | Halle–Ingooigem                              | 1.1    | Dries De Bondt                                         | Vérandas Willems Cycling Team                          |
| 28.–3.  | Tour de Hongrie                              | 2.2    | Mihkel Räim                                            | Cycling Academy Team                                   |
| 29.     | Internationale Wielertrofee Jong Maar Moedig | 1.2    | Jerome Baugnies                                        | Wanty-Groupe Gobert                                    |
| 29.–2.  | Course de la Solidarité Olympique            | 2.2    | Yauhen Sobal                                           | Minsk Cycling Club                                     |

## Juli
| Datum   | Rennen                               | Kat.   | Sieger                   | Team                                 |
| ------- | ------------------------------------ | ------ | ------------------------ | ------------------------------------ |
| 2.      | Omloop Het Nieuwsblad U23            | 1.2    | Elias Van Breussegem     | Vérandas Willems Cycling Team        |
| 2.–9.   | Österreich-Rundfahrt                 | 2.1    | Jan Hirt                 | CCC Sprandi Polkowice                |
| 3.      | Paris–Chauny                         | 1.2    | Dieter Bouvry            | Roubaix Métropole européene de Lille |
| 3.      | Balkan Elite Road Classics           | 1.2    | Eugert Zhupa             | Albanien                             |
| 6.–10.  | Sibiu Cycling Tour                   | 2.1    | Nikolaj Michajlow        | CCC Sprandi Polkowice                |
| 7.–10.  | Troféu Joaquim Agostinho             | 2.2    | Rinaldo Nocentini        | Sporting/Tavira                      |
| 8.      | Minsk Cup                            | 1.2    | Alexandr Kulikovskiy     |                                      |
| 9.      | Grand Prix Minsk                     | 1.2    | Sjarhej Papok            | Minsk Cycling Club                   |
| 9.      | Grote Prijs Stad Sint-Niklaas        | 1.2    | Justin Jules             | Veranclassic-AGO                     |
| 10.     | Giro del Medio Brenta                | 1.2    | Fausto Masnada           |                                      |
| 12–17.  | Giro della Valle d’Aosta             | 2.2U   | Kilian Frankiny          | BMC Development Team                 |
| 14–17.  | Volta a Portugal do Futuro           | 2.2U   | Wilson Enrique Rodriguez | Boyacá Raza de Campeones             |
| 17.     | Trofeo Matteotti                     | 1.1    | Vincenzo Albanese        | Italien                              |
| 20.     | Grand Prix Pino Cerami               | 1.1    | Jelle Wallays            | Lotto Soudal                         |
| 23–27.  | Tour de Wallonie                     | 2.HC   | Dries Devenyns           | IAM Cycling                          |
| 24.     | Velothon Stuttgart                   | 1.1    | nicht stattgefunden      | nicht stattgefunden                  |
| 24.     | Grand Prix de la ville de Pérenchies | 1.2    | Timothy Dupont           | Vérandas Willems Cycling Team        |
| 25.     | Prueba Villafranca de Ordizia        | 1.1    | Simon Yates              | Orica-BikeExchange                   |
| 26.–30. | Dookoła Mazowsza                     | 2.2    | Matti Manninen           | Team Bliz-Merida                     |
| 27.–31. | Tour Alsace                          | 2.2    | Maximilian Schachmann    | Klein Constantia                     |
| 27.–31. | Dänemark-Rundfahrt                   | 2.HC   | Michael Valgren          | Tinkoff                              |
| 27.–7.  | Volta a Portugal                     | 2.1    | Rui Vinhas               | W52-FC Porto                         |
| 30–1.   | Kreiz Breizh Elites                  | 2.2    | Jeroen Meijers           | Rabobank Development Team            |
| 31.     | Circuito de Getxo                    | 1.1    | Diego Ulissi             | Lampre-Merida                        |
| 31.     | Grand Prix Kranj                     | 1.2    | Mattia de Marchi         |                                      |
| 31.     | Coppa dei Laghi - Trofeo Almar       | 1.Ncup | Alexandr Kulikovskiy     | Russland                             |
| 31.     | RideLondon–Surrey Classic            | 1.HC   | Tom Boonen               | Etixx-Quick Step                     |
| 31.     | Polynormande                         | 1.1    | Baptiste Planckaert      | Wallonie Bruxelles-Group Protect     |
| 31.     | Rad am Ring                          | 1.1    | Deutschland              | Bora-Argon 18                        |

## August
| Datum   | Rennen                               | Kat.   | Sieger               | Team                                    |
| ------- | ------------------------------------ | ------ | -------------------- | --------------------------------------- |
| 2.–4.   | Race Yatran Kirovograd               | 2.2    | nicht stattgefunden  | nicht stattgefunden                     |
| 2.–6.   | Burgos-Rundfahrt                     | 2.HC   | Alberto Contador     | Tinkoff                                 |
| 5.      | Dwars door het Hageland              | 1.1    | Niki Terpstra        | Etixx-Quick Step                        |
| 6.      | Tour de Ribas                        | 1.2    | Andrij Wassyljuk     | Kolss-BDC Team                          |
| 7.      | Trofeo Bastianelli                   | 1.2    | nicht stattgefunden  | nicht stattgefunden                     |
| 7.      | Antwerpse Havenpijl                  | 1.2    | Timothy Dupont       | Vérandas Willems Cycling Team           |
| 7.–8.   | Tour du Gévaudan                     | 2.1    | nicht stattgefunden  | nicht stattgefunden                     |
| 7.      | Odessa Grand Prix                    | 1.2    | Olexandr Prewar      | Kolss-BDC Team                          |
| 10.–14. | Arctic Race of Norway                | 2.HC   | Gianni Moscon        | Team Sky                                |
| 10.–13. | Tour de l’Ain                        | 2.1    | Sam Oomen            | Team Giant-Alpecin                      |
| 11.–13. | Tour of Szeklerland                  | 2.2    | Kirill Posdnjakow    | Synergy Baku Cycling Project            |
| 11.–14. | Czech Cycling Tour                   | 2.1    | Diego Ulissi         | Lampre-Merida                           |
| 13.     | Memoriał Henryka Łasaka              | 1.2    | Pawel Franczak       | Verva ActiveJet Pro Cycling Team        |
| 14.     | KOGA Slag om Norg                    | 1.2    | Fabio Jakobsen       | SEG Racing Academy                      |
| 14.     | Puchar Uzdrowisk Karpackich          | 1.2    | Antonio Parrinello   | D’Amico Bottecchia                      |
| 14.     | GP di Poggiana                       | 1.2U   | Michael Storer       |                                         |
| 15.–18. | Tour of Ankara                       | 2.2    | Serkan Balkan        | Brisaspor                               |
| 16.     | GP Capodarco                         | 1.2U   | Jai Hindley          |                                         |
| 16.–19. | Tour du Limousin                     | 2.1    | Joey Rosskopf        | BMC Racing Team                         |
| 17.     | Trofeo Beato Bernardo                | 1.2U   | Enrico Salvador      | Unieuro Wilier                          |
| 19.     | Arnhem–Veenendaal Classic            | 1.1    | Dylan Groenewegen    | Team Lotto NL-Jumbo                     |
| 20.     | Puchar Mon                           | 1.2    | Alois Kaňkovský      | Whirlpool-Author                        |
| 20.–27. | Tour de l’Avenir                     | 2.Ncup | David Gaudu          | Frankreich                              |
| 21.     | GP Jef Scherens                      | 1.1    | Dimitri Claeys       | Wanty-Groupe Gobert                     |
| 21.     | Szlakiem Wielkich Jezior             | 1.2    | nicht stattgefunden  | nicht stattgefunden                     |
| 23.     | GP des Marbriers                     | 1.2    | Emiel Planckaert     | Lotto Soudal U23                        |
| 23.–26. | Tour du Poitou-Charentes             | 2.1    | Sylvain Chavanel     | Direct Énergie                          |
| 23.     | Grote Prijs Stad Zottegem            | 1.1    | Tim Merlier          | Crelan-Vastgoedservice Continental Team |
| 24.     | Druivenkoers Overijse                | 1.1    | Jerome Baugnies      | Wanty-Groupe Gobert                     |
| 26.–28. | Baltic Chain Tour                    | 2.2    | Maris Bogdanovics    | Rietumu-Delfin                          |
| 27.–28. | Ronde van Midden-Nederland           | 2.2    | Chris Opie           | ONE Pro Cycling                         |
| 27.     | Omloop Mandel-Leie-Schelde Meulebeke | 1.2    | Pieter Vanspeybrouck | Topsport Vlaanderen-Baloise             |
| 28.     | Schaal Sels-Merksem                  | 1.1    | Wout van Aert        | Crelan-Vastgoedservice Continental Team |
| 28.     | Croatia–Slovenia                     | 1.2    | Jannik Steimle       | Team Felbermayr Simplon Wels            |
| 28.–2.  | Tour of Bulgaria                     | 2.2    | Marco Tecchio        | Unieuro Wilier                          |
| 31.–4.  | Okolo Jižních Čech                   | 2.2    | nicht stattgefunden  | nicht stattgefunden                     |
| 31.–4.  | Tour des Fjords                      | 2.1    | Alexander Kristoff   | Team Katusha                            |

## September
| Datum   | Rennen                                     | Kat. | Sieger                    | Team                          |
| ------- | ------------------------------------------ | ---- | ------------------------- | ----------------------------- |
| 2.–4.   | Black Sea Cycling Tour                     | 2.2  | nicht stattgefunden       | nicht stattgefunden           |
| 3.      | Brussels Cycling Classic                   | 1.HC | Tom Boonen                | Etixx-Quick Step              |
| 4.      | GP de Fourmies                             | 1.HC | Marcel Kittel             | Etixx-Quick Step              |
| 4.      | Kernen Omloop Echt-Susteren                | 1.2  | Daan Meijers              | Cyclingteam Join’s – De Rijke |
| 4.–11.  | Tour of Britain                            | 2.HC | Stephen Cummings          | Team Dimension Data           |
| 4.      | Cyklo Gdynia                               | 1.2  | nicht stattgefunden       | nicht stattgefunden           |
| 9.–10.  | East Bohemia Tour                          | 2.2  | Jan Tratnik               | Amplatz-BMC                   |
| 10.     | De Kustpijl Heist                          | 1.2  | Timothy Dupont            | Vérandas Willems Cycling Team |
| 10.     | Tour du Jura                               | 1.2  | nicht stattgefunden       | nicht stattgefunden           |
| 11.     | Chrono Champenois                          | 1.2  | Daniel Westmattelmann     | Team Kuota-Lotto              |
| 11.     | Velothon Stockholm                         | 1.1  | nicht stattgefunden       | nicht stattgefunden           |
| 11.     | Tour du Doubs                              | 1.1  | Samuel Dumoulin           | AG2R La Mondiale              |
| 12.     | Grote Prijs Marcel Kint                    | 1.2  | Jan-Willem van Schip      | Cyclingteam Join’s – De Rijke |
| 14.     | Coppa Agostoni                             | 1.1  | Giacomo Nizzolo           | Italien                       |
| 15.     | Coppa Sabatini                             | 1.1  | Sonny Colbrelli           | Bardiani CSF                  |
| 15.     | Europameisterschaften – Zeitfahren         | CC   | Jonathan Castroviejo      | Spanien                       |
| 16.     | Kampioenschap van Vlaanderen               | 1.1  | Timothy Dupont            | Vérandas Willems Cycling Team |
| 17.     | GP Impanis-Van Petegem                     | 1.HC | Fernando Gaviria          | Etixx-Quick Step              |
| 17.     | Memorial Marco Pantani                     | 1.1  | Francesco Gavazzi         | Androni Giocattoli-Sidermec   |
| 18.     | Gran Premio Industria e Commercio di Prato | 1.1  | nicht stattgefunden       | nicht stattgefunden           |
| 18.     | Grand Prix d’Isbergues                     | 1.1  | Kristoffer Halvorsen      | Team Joker-Byggtorget         |
| 18.     | Europameisterschaften – Straßenrennen      | CC   | Peter Sagan               | Slowakei                      |
| 20.–21. | Giro della Toscana                         | 2.1  | Daniele Bennati           | Italien                       |
| 22.     | Coppa Sabatini                             | 1.1  | Sonny Colbrelli           | Bardiani CSF                  |
| 24.     | Giro dell’Emilia                           | 1.HC | Esteban Chaves            | Orica-BikeExchange            |
| 25.     | Duo Normand                                | 1.1  | Luke Durbridge Svein Tuft | Orica-BikeExchange            |
| 25.     | Gooikse Pijl                               | 1.2  | Aidis Kruopis             | Vérandas Willems Cycling Team |
| 25.     | Gran Premio Bruno Beghelli                 | 1.HC | Nicola Ruffoni            | Bardiani CSF                  |
| 27.     | Tre Valli Varesine                         | 1.HC | Sonny Colbrelli           | Bardiani CSF                  |
| 27.     | Omloop van het Houtland                    | 1.1  | nicht stattgefunden       | nicht stattgefunden           |
| 27.     | Ruota d’Oro                                | 1.2U | Vincenzo Albanese         |                               |
| 27.–2.  | Olympia’s Tour                             | 2.2U | Cees Bol                  | Rabobank Development Team     |
| 28.     | Milano–Torino                              | 1.HC | Miguel Ángel López        | Astana Pro Team               |
| 29.     | Gran Piemonte                              | 1.HC | Giacomo Nizzolo           | Italien                       |

## Oktober
| Datum | Rennen                    | Kat. | Sieger            | Team                       |
| ----- | ------------------------- | ---- | ----------------- | -------------------------- |
| 2.    | Piccolo Giro di Lombardia | 1.2U | Harm Vanhoucke    | Lotto Soudal U23           |
| 2.    | Tour de l’Eurométropole   | 1.1  | Dylan Groenewegen | Team Lotto NL-Jumbo        |
| 2.    | Tour de Vendée            | 1.1  | Nacer Bouhanni    | Cofidis, Solutions Crédits |
| 3.    | Münsterland Giro          | 1.HC | John Degenkolb    | Team Giant-Alpecin         |
| 4.    | Binche–Chimay–Binche      | 1.1  | Arnaud Demare     | FDJ                        |
| 6.    | Paris–Bourges             | 1.1  | Sam Bennett       | Bora-Argon 18              |
| 9.    | Paris–Tours               | 1.HC | Fernando Gaviria  | Etixx-Quick Step           |
| 9.    | Paris–Tours Espoirs       | 1.2U | Arvid de Kleijn   | Cyclingteam Jo Piels       |
| 13.   | Nationale Sluitingsprijs  | 1.1  | Roy Jans          | Wanty-Groupe Gobert        |
| 23.   | Chrono des Nations        | 1.1  | Wassil Kiryjenka  | Team Sky                   |

## Gesamtwertung
(Endstand: 23. Oktober 2016)
| Platz | Fahrer              |             | Team | Punkte |
| ----- | ------------------- | ----------- | ---- | ------ |
| 1.    | Baptiste Planckaert | Belgien     | WBC  | 1605   |
| 2.    | Timothy Dupont      | Belgien     | VWT  | 1425   |
| 3.    | Sonny Colbrelli     | Italien     | BAR  | 1370   |
| 4.    | Bryan Coquard       | Frankreich  | DEN  | 1333   |
| 5.    | Dylan Groenewegen   | Niederlande | TLJ  | 1145   |

| Platz | Team                       |            | Punkte |
| ----- | -------------------------- | ---------- | ------ |
| 1.    | Wanty-Groupe Gobert        | Belgien    | 3015   |
| 2.    | Direct Énergie             | Frankreich | 2966   |
| 3.    | Cofidis, Solutions Crédits | Frankreich | 2953   |
| 4.    | Caja Rural-Seguros RGA     | Spanien    | 2683   |
| 5.    | Wallonie-Bruxelles         | Belgien    | 2469   |

| Platz | Nation     | Punkte  |
| ----- | ---------- | ------- |
| 1.    | Belgien    | 8044    |
| 2.    | Italien    | 6943,65 |
| 3.    | Frankreich | 6786    |
| 4.    | Norwegen   | 3871    |
| 5.    | Spanien    | 3759    |